# Jean-Louis Cohen
Jean-Louis Cohen   (11è districte de París, 20 de juliol de 1949 - Chassiers, 7 d'agost de 2023) va ser un historiador i arquitecte francès. Professor a l'Institut Français d'Urbanisme de París i a l'Institute of Fine Arts de Nova York. Ha estat comissari del Pavelló francès de la 14a Mostra Internacional d'Arquitectura de la Biennal de Venècia (2014) i també va comissariar exposicions als museus europeus i americans més importants, incloent Le Corbusier: An Atlas of Modern Landscapes (2013) i The Lost Vanguard, al MOMA (2007); Scenes of the World to Come(1995) i Architecture in Uniform (2011) al Canadian Center for Architecture; Paris-Moscou (1979) i L'aventure Le Corbusier (1987) al Centre Georges Pompidou; entre d'altres.
Cohen ha publicat nombrosos llibres sobre l'arquitectura del segle xx, entre d'altres:
- Le Corbusier : an Atlas of Modern Landscapes (2013)
- The Future of Architecture. Since 1889 (2012)
- Architecture in Uniform; Designing and Building for WWII (2011)
- Liquid Stone, New Architecture in Concrete (2006)
- Le Corbusier, la planète comme chantier (2005)
- Les Années 30, l'architecture et les arts de l'espace entre industrie et nostalgie (1997)
- Scenes of the World to Come; European Architecture and the American Challenge 1893-1960 (1995)
- Mies van der Rohe (1994)
- Americanisme et modernité, l'ideal americain dans l'architecture (1993, amb Hubert Damisch)
- Des fortifs au perif. Paris: les seuils de la ville (1992, amb André Lortie)
- Le Corbusier and the Mystique of the USSR, Theories and Projects for Moscow (1928-1936) (1992)